# 内乌肯
38°57′S 68°14′W / 38.950°S 68.233°W
内乌肯位于阿根廷中部利迈河和内乌肯河汇流处，是内乌肯省的首府，2014年人口約34.5万。
内乌肯是巴塔哥尼亚地区最大的城市。